# Lista planetelor minore: 266001–267000
Aceasta este lista planetelor minore cu numerele 266001–267000.

## 266001–266100
| Denumire           | Denumire provizorie | Data descoperirii  | Locul descoperirii | Descoperitor(i)     |
| ------------------ | ------------------- | ------------------ | ------------------ | ------------------- |
| 266001 –           | 2006 DC136          | 25 februarie 2006  | Kitt Peak          | Spacewatch          |
| 266002 –           | 2006 DW161          | 27 februarie 2006  | Mount Lemmon       | Mount Lemmon Survey |
| 266003 –           | 2006 DJ188          | 27 februarie 2006  | Kitt Peak          | Spacewatch          |
| 266004 –           | 2006 DJ195          | 28 februarie 2006  | Socorro            | LINEAR              |
| 266005 –           | 2006 DN196          | 23 februarie 2006  | Anderson Mesa      | LONEOS              |
| 266006 –           | 2006 DU201          | 20 februarie 2006  | Socorro            | LINEAR              |
| 266007 –           | 2006 EX4            | 2 martie 2006      | Kitt Peak          | Spacewatch          |
| 266008 –           | 2006 EU14           | 2 martie 2006      | Kitt Peak          | Spacewatch          |
| 266009 –           | 2006 EH24           | 3 martie 2006      | Kitt Peak          | Spacewatch          |
| 266010 –           | 2006 EW33           | 3 martie 2006      | Mount Lemmon       | Mount Lemmon Survey |
| 266011 –           | 2006 EU34           | 3 martie 2006      | Kitt Peak          | Spacewatch          |
| 266012 –           | 2006 EZ35           | 3 martie 2006      | Mount Lemmon       | Mount Lemmon Survey |
| 266013 –           | 2006 EN36           | 3 martie 2006      | Mount Lemmon       | Mount Lemmon Survey |
| 266014 –           | 2006 EB39           | 4 martie 2006      | Catalina           | CSS                 |
| 266015 –           | 2006 EC42           | 4 martie 2006      | Kitt Peak          | Spacewatch          |
| 266016 –           | 2006 EW46           | 4 martie 2006      | Kitt Peak          | Spacewatch          |
| 266017 –           | 2006 EQ55           | 5 martie 2006      | Kitt Peak          | Spacewatch          |
| 266018 –           | 2006 EW59           | 5 martie 2006      | Kitt Peak          | Spacewatch          |
| 266019 –           | 2006 EV70           | 9 martie 2006      | Catalina           | CSS                 |
| 266020 –           | 2006 ER71           | 2 martie 2006      | Kitt Peak          | Spacewatch          |
| 266021 –           | 2006 FZ10           | 23 martie 2006     | Kitt Peak          | Spacewatch          |
| 266022 –           | 2006 FM11           | 23 martie 2006     | Kitt Peak          | Spacewatch          |
| 266023 –           | 2006 FG35           | 23 martie 2006     | Socorro            | LINEAR              |
| 266024 –           | 2006 FF38           | 23 martie 2006     | Kitt Peak          | Spacewatch          |
| 266025 –           | 2006 FX45           | 25 martie 2006     | Catalina           | CSS                 |
| 266026 –           | 2006 FA48           | 24 martie 2006     | Anderson Mesa      | LONEOS              |
| 266027 –           | 2006 FC48           | 24 martie 2006     | Anderson Mesa      | LONEOS              |
| 266028 –           | 2006 FQ49           | 25 martie 2006     | Catalina           | CSS                 |
| 266029 –           | 2006 FA51           | 24 martie 2006     | Catalina           | CSS                 |
| 266030 –           | 2006 GL25           | 2 aprilie 2006     | Kitt Peak          | Spacewatch          |
| 266031 –           | 2006 GL39           | 7 aprilie 2006     | Anderson Mesa      | LONEOS              |
| 266032 –           | 2006 GT39           | 2 aprilie 2006     | Catalina           | CSS                 |
| 266033 –           | 2006 GW42           | 9 aprilie 2006     | Anderson Mesa      | LONEOS              |
| 266034 –           | 2006 GY44           | 7 aprilie 2006     | Mount Lemmon       | Mount Lemmon Survey |
| 266035 –           | 2006 GJ53           | 6 aprilie 2006     | Catalina           | CSS                 |
| 266036 –           | 2006 HY12           | 19 aprilie 2006    | Kitt Peak          | Spacewatch          |
| 266037 –           | 2006 HW18           | 18 aprilie 2006    | Kitt Peak          | Spacewatch          |
| 266038 –           | 2006 HC19           | 18 aprilie 2006    | Kitt Peak          | Spacewatch          |
| 266039 –           | 2006 HR56           | 19 aprilie 2006    | Catalina           | CSS                 |
| 266040 –           | 2006 HM69           | 24 aprilie 2006    | Mount Lemmon       | Mount Lemmon Survey |
| 266041 –           | 2006 HD109          | 30 aprilie 2006    | Kitt Peak          | Spacewatch          |
| 266042 –           | 2006 HV119          | 30 aprilie 2006    | Kitt Peak          | Spacewatch          |
| 266043 –           | 2006 HM129          | 26 aprilie 2006    | Cerro Tololo       | M. W. Buie          |
| 266044 –           | 2006 JB7            | 1 mai 2006         | Kitt Peak          | Spacewatch          |
| 266045 –           | 2006 JU43           | 5 mai 2006         | Catalina           | CSS                 |
| 266046 –           | 2006 KG57           | 22 mai 2006        | Kitt Peak          | Spacewatch          |
| 266047 –           | 2006 KA69           | 20 mai 2006        | Siding Spring      | SSS                 |
| 266048 –           | 2006 KB87           | 27 mai 2006        | Catalina           | CSS                 |
| 266049 –           | 2006 KL99           | 27 mai 2006        | Catalina           | CSS                 |
| 266050 –           | 2006 KL107          | 31 mai 2006        | Mount Lemmon       | Mount Lemmon Survey |
| 266051 Hannawieser | 2006 NB             | 1 iulie 2006       | Winterthur         | M. Griesser         |
| 266052 –           | 2006 PB2            | 12 august 2006     | Palomar            | NEAT                |
| 266053 –           | 2006 QJ27           | 19 august 2006     | Palomar            | NEAT                |
| 266054 –           | 2006 QW50           | 22 august 2006     | Palomar            | NEAT                |
| 266055 –           | 2006 QN59           | 19 august 2006     | Anderson Mesa      | LONEOS              |
| 266056 –           | 2006 QO83           | 27 august 2006     | Kitt Peak          | Spacewatch          |
| 266057 –           | 2006 QG97           | 19 august 2006     | Kitt Peak          | Spacewatch          |
| 266058 –           | 2006 QX100          | 25 august 2006     | Lulin Observatory  | C.-S. Lin, Q.-z. Ye |
| 266059 –           | 2006 QC112          | 22 august 2006     | Palomar            | NEAT                |
| 266060 –           | 2006 QA131          | 20 august 2006     | Palomar            | NEAT                |
| 266061 –           | 2006 QM135          | 27 august 2006     | Anderson Mesa      | LONEOS              |
| 266062 –           | 2006 QL144          | 29 august 2006     | Catalina           | CSS                 |
| 266063 –           | 2006 QP147          | 18 august 2006     | Kitt Peak          | Spacewatch          |
| 266064 –           | 2006 QL153          | 19 august 2006     | Kitt Peak          | Spacewatch          |
| 266065 –           | 2006 QM158          | 19 august 2006     | Kitt Peak          | Spacewatch          |
| 266066 –           | 2006 RQ5            | 14 septembrie 2006 | Kitt Peak          | Spacewatch          |
| 266067 –           | 2006 RY9            | 13 septembrie 2006 | Palomar            | NEAT                |
| 266068 –           | 2006 RX10           | 12 septembrie 2006 | Catalina           | CSS                 |
| 266069 –           | 2006 RC11           | 12 septembrie 2006 | Catalina           | CSS                 |
| 266070 –           | 2006 RK19           | 14 septembrie 2006 | Kitt Peak          | Spacewatch          |
| 266071 –           | 2006 RL39           | 14 septembrie 2006 | Palomar            | NEAT                |
| 266072 –           | 2006 RD52           | 14 septembrie 2006 | Kitt Peak          | Spacewatch          |
| 266073 –           | 2006 RN53           | 14 septembrie 2006 | Kitt Peak          | Spacewatch          |
| 266074 –           | 2006 RV62           | 14 septembrie 2006 | Catalina           | CSS                 |
| 266075 –           | 2006 RR91           | 15 septembrie 2006 | Kitt Peak          | Spacewatch          |
| 266076 –           | 2006 RQ95           | 15 septembrie 2006 | Kitt Peak          | Spacewatch          |
| 266077 –           | 2006 RP96           | 15 septembrie 2006 | Kitt Peak          | Spacewatch          |
| 266078 –           | 2006 RC97           | 15 septembrie 2006 | Kitt Peak          | Spacewatch          |
| 266079 –           | 2006 RG101          | 14 septembrie 2006 | Palomar            | NEAT                |
| 266080 –           | 2006 RQ101          | 14 septembrie 2006 | Catalina           | CSS                 |
| 266081 Villyket    | 2006 RP109          | 14 septembrie 2006 | Mauna Kea          | J. Masiero          |
| 266082 –           | 2006 RR121          | 15 septembrie 2006 | Kitt Peak          | Spacewatch          |
| 266083 –           | 2006 SZ4            | 16 septembrie 2006 | Palomar            | NEAT                |
| 266084 –           | 2006 SN6            | 16 septembrie 2006 | Catalina           | CSS                 |
| 266085 –           | 2006 SX7            | 16 septembrie 2006 | Socorro            | LINEAR              |
| 266086 –           | 2006 SA21           | 16 septembrie 2006 | Anderson Mesa      | LONEOS              |
| 266087 –           | 2006 SP22           | 17 septembrie 2006 | Anderson Mesa      | LONEOS              |
| 266088 –           | 2006 SB27           | 16 septembrie 2006 | Catalina           | CSS                 |
| 266089 –           | 2006 SG33           | 17 septembrie 2006 | Catalina           | CSS                 |
| 266090 –           | 2006 SJ35           | 17 septembrie 2006 | Kitt Peak          | Spacewatch          |
| 266091 –           | 2006 SP52           | 19 septembrie 2006 | Catalina           | CSS                 |
| 266092 –           | 2006 SM53           | 19 septembrie 2006 | La Sagra           | OAM                 |
| 266093 –           | 2006 SB56           | 18 septembrie 2006 | Kitt Peak          | Spacewatch          |
| 266094 –           | 2006 SO59           | 16 septembrie 2006 | Anderson Mesa      | LONEOS              |
| 266095 –           | 2006 SG60           | 18 septembrie 2006 | Catalina           | CSS                 |
| 266096 –           | 2006 ST67           | 2 septembrie 1998* | Kitt Peak          | Spacewatch          |
| 266097 –           | 2006 SE75           | 19 septembrie 2006 | Kitt Peak          | Spacewatch          |
| 266098 –           | 2006 SK78           | 19 septembrie 2006 | Antares            | Antares Observatory |
| 266099 –           | 2006 SO93           | 18 septembrie 2006 | Kitt Peak          | Spacewatch          |
| 266100 –           | 2006 SG97           | 18 septembrie 2006 | Kitt Peak          | Spacewatch          |

## 266101–266200
| Denumire | Denumire provizorie | Data descoperirii  | Locul descoperirii | Descoperitor(i)     |
| -------- | ------------------- | ------------------ | ------------------ | ------------------- |
| 266103 – | 2006 SB131          | 24 septembrie 2006 | Junk Bond          | D. Healy            |
| 266108 – | 2006 SV218          | 26 septembrie 2006 | Goodricke-Pigott   | R. A. Tucker        |
| 266187 – | 2006 VL103          | 12 noiembrie 2006  | Lulin Observatory  | H.-C. Lin, Q.-z. Ye |
| 266199 – | 2006 WH2            | 17 noiembrie 2006  | Jarnac             | Jarnac              |

## 266201–266300
| Denumire | Denumire provizorie | Data descoperirii | Locul descoperirii | Descoperitor(i) |
| -------- | ------------------- | ----------------- | ------------------ | --------------- |
| 266203 – | 2006 WJ28           | 22 noiembrie 2006 | 7300 Observatory   | W. K. Y. Yeung  |
| 266227 – | 2006 XR             | 9 decembrie 2006  | Pla D'Arguines     | R. Ferrando     |
| 266286 – | 2007 BQ19           | 21 ianuarie 2007  | Altschwendt        | W. Ries         |
| 266288 – | 2007 BM31           | 26 ianuarie 2007  | Calvin-Rehoboth    | L. A. Molnar    |
| 266300 – | 2007 BN90           | 19 ianuarie 2007  | Mauna Kea          | Mauna Kea       |

## 266301–266400
| Denumire | Denumire provizorie | Data descoperirii | Locul descoperirii | Descoperitor(i) |
| -------- | ------------------- | ----------------- | ------------------ | --------------- |
| 266348 – | 2007 DC102          | 24 februarie 2007 | Nyukasa            | Nyukasa         |
| 266357 – | 2007 EY9            | 10 martie 2007    | Marly              | P. Kocher       |
| 266397 – | 2007 EE171          | 11 martie 2007    | Calvin-Rehoboth    | Calvin College  |

## 266401–266500
| Denumire | Denumire provizorie | Data descoperirii | Locul descoperirii | Descoperitor(i)       |
| -------- | ------------------- | ----------------- | ------------------ | --------------------- |
| 266419 – | 2007 GH4            | 9 aprilie 2007    | Bergisch Gladbach  | W. Bickel             |
| 266445 – | 2007 HR82           | 21 aprilie 2007   | Lulin Observatory  | LUSS                  |
| 266456 – | 2007 KS2            | 21 mai 2007       | Tiki               | S. F. Hönig, N. Teamo |

## 266501–266600
| Denumire | Denumire provizorie | Data descoperirii | Locul descoperirii | Descoperitor(i) |
| -------- | ------------------- | ----------------- | ------------------ | --------------- |
| 266552 – | 2008 GN20           | 7 aprilie 2008    | Mayhill            | W. G. Dillon    |
| 266574 – | 2008 HK3            | 24 aprilie 2008   | Andrushivka        | Andrushivka     |
| 266597 – | 2008 JX14           | 6 mai 2008        | Dauban             | F. Kugel        |

## 266601–266700
| Denumire      | Denumire provizorie | Data descoperirii  | Locul descoperirii | Descoperitor(i)       |
| ------------- | ------------------- | ------------------ | ------------------ | --------------------- |
| 266608 –      | 2008 LT16           | 14 iunie 2008      | Eskridge           | G. Hug                |
| 266610 –      | 2008 OK3            | 27 iulie 2008      | Bisei SG Center    | BATTeRS               |
| 266613 –      | 2008 OQ10           | 31 iulie 2008      | Hibiscus           | S. F. Hönig, N. Teamo |
| 266614 –      | 2008 OV10           | 30 iulie 2008      | Reedy Creek        | J. Broughton          |
| 266622 Málna  | 2008 QO3            | 24 august 2008     | Piszkéstető        | K. Sárneczky          |
| 266646 Zaphod | 2008 SD209          | 28 septembrie 2008 | Charleston         | Charleston            |
| 266691 –      | 2009 PB             | 1 august 2009      | Skylive            | F. Tozzi              |

## 266701–266800
| Denumire            | Denumire provizorie | Data descoperirii  | Locul descoperirii | Descoperitor(i)      |
| ------------------- | ------------------- | ------------------ | ------------------ | -------------------- |
| 266707 –            | 2009 QD30           | 24 august 2009     | Farra d'Isonzo     | Farra d'Isonzo       |
| 266710 –            | 2009 QH37           | 31 august 2009     | Haleakala          | M. Micheli           |
| 266711 Tuttlingen   | 2009 QX38           | 30 august 2009     | Taunus             | R. Kling, U. Zimmer  |
| 266725 Vonputtkamer | 2009 RU26           | 13 septembrie 2009 | ESA OGS            | M. Busch, R. Kresken |
| 266734 –            | 2009 SO             | 16 septembrie 2009 | Great Shefford     | P. Birtwhistle       |
| 266758 –            | 2009 SV102          | 24 septembrie 2009 | Mayhill            | A. Lowe              |
| 266772 –            | 2009 SW172          | 13 februarie 2002* | Apache Point       | SDSS                 |

## 266801–266900
| Denumire            | Denumire provizorie | Data descoperirii | Locul descoperirii | Descoperitor(i)    |
| ------------------- | ------------------- | ----------------- | ------------------ | ------------------ |
| 266831 –            | 2009 UW3            | 18 octombrie 2009 | Taunus             | S. Karge, R. Kling |
| 266836 –            | 2009 UK18           | 20 octombrie 2009 | Tzec Maun          | J. Sachs           |
| 266854 Sezenaksu    | 2009 UB90           | 24 octombrie 2009 | Nogales            | J.-C. Merlin       |
| 266887 Wolfgangries | 2009 WO24           | 19 noiembrie 2009 | Gaisberg           | R. Gierlinger      |

## 266901–267000
| Denumire          | Denumire provizorie | Data descoperirii  | Locul descoperirii | Descoperitor(i) |
| ----------------- | ------------------- | ------------------ | ------------------ | --------------- |
| 266919 –          | 2010 BS24           | 17 ianuarie 2010   | WISE               | WISE            |
| 266953 –          | 2010 UC27           | 25 octombrie 1997* | Caussols           | ODAS            |
| 266974 –          | 2010 VK133          | 9 octombrie 1993*  | La Silla           | E. W. Elst      |
| 266983 Josepbosch | 2010 WE66           | 30 noiembrie 2005* | Kitt Peak          | Spacewatch      |